# Niels Lodewijk
Niels Lodewijk (Zierikzee, 12 mei 1974) is een Nederlands voormalig profvoetballer. Hij speelde vier seizoenen in de Eerste divisie voor RBC.

## Clubcarrière
Lodewijk kwam in het seizoen 1993/94 in het eerste team van VV Zierikzee. In 1994 werd hij na een stage door RBC vastgelegd. Hij begon in het tweede team en maakte in februari 1995 zijn debuut in een wedstrijd tegen TOP Oss. Na vier seizoenen ging Lodewijk in 1998 naar Hoofdklasser VV Kloetinge. Tussen 2003 en oktober 2005 speelde hij nog voor VV Zierikzee waar hij vanwege blessures stopte.